# Повіт Тоса
Пові́т То́са (яп. 土佐郡, とさぐん, МФА: [tosa guɴ]) — повіт у Японії, у префектурі Коті. Станом на 1 липня 2012 року його площа становила 307,39 км². Населення складало 4592 осіб, а густота населення — 14,9 осіб/км². До складу повіту входять містечко Тоса та село Окава.